# 羅拉鎮區 (密蘇里州費爾普斯縣)
羅拉鎮區（英語：Rolla Township）是位於美國密蘇里州費爾普斯縣的一個行政鎮區。

## 地方資料
羅拉鎮區的面積為94.17平方千米，當中陸地面積為93.58平方千米，而水域面積為0.58平方千米。根據2020年美國人口普查的數據，當地共有人口17759人，而人口密度為每平方千米188.58人。